# مائورو ویلهته
مائورو ویلهته (انگلیسی: Mauro Vilhete؛ زادهٔ ۱۰ مهٔ ۱۹۹۳) بازیکن فوتبال اهل بریتانیا است.
از باشگاه‌هایی که در آن بازی کرده‌است می‌توان به باشگاه فوتبال هندون، باشگاه فوتبال بارنت، و باشگاه فوتبال بورم‌وود اشاره کرد.